# Echinotheridion otlum
Echinotheridion otlum är en spindelart som beskrevs av Claude Lévi 1963. Echinotheridion otlum ingår i släktet Echinotheridion och familjen klotspindlar.
Artens utbredningsområde är Ecuador. Inga underarter finns listade i Catalogue of Life.